# Wen (文)
Wen (spreek uit als [Wun]) is een Chinese achternaam die zijn oorsprong vindt in de Chinese riviergebied Wei He 渭河. Deze achternaam staat op de 355e plaats van de Baijiaxing. Volgens een mythe zijn de mensen met de achternaam nakomelingen van Wen Ding, een heerser uit de Shang-dynastie. De Wen hadden duizenden jaren geleden eerst de achternaam Ji/姬.
In Hongkong wordt de achternaam door HK-romanisatie geromaniseerd als Man. Een groot deel van de Mans is Hakkanees en stammen af van de volksheld Wen Tianxiang/Man T'ien-Tseung. En ze worden beschouwd als een van de weinige autochtone Hongkongers. In de vorige eeuw zijn vele Man gemigreerd naar Engeland en Nederland. Ze hebben zich verenigd in twee familieverenigingen: Stichting Familie Man in Europa en Hoofdstichting Familie Man in Engeland.
- Vietnamees: Văn
- Koreaans: Moon/Mun/문

## Bekende personen met de naam Wen, Man, Văn of Moon
- Man Lau 文樓
- Wen Zhong 文種
- Wen Tianxiang 文天祥
- Wen Zhengming 文徵明
- Man Yu-Hin 文宇軒
- Văn Đình Dận
- Văn Tiến Dũng
- Văn Giảng
- Văn Như Cương
- Văn Sỹ Chi
- Moon Sun Myung
- Moon So-ri
- Moon Dae-Sung
- Eric Mun
- Moon Geun Young